# Stefan Güttel
Pour les articles homonymes, voir Guttel.
Stefan Dietrich Güttel (né le 27 novembre 1981) est un mathématicien allemand, spécialiste d'analyse numérique. Il est professeur de mathématiques appliquées au département de mathématiques de l'université de Manchester.

## Formation et carrière
Güttel est né à Dresde et a fait ses études à l'Université des mines et de technologie de Freiberg, d'où il a obtenu son M.Sc. en mathématiques appliquées (2006) et son doctorat en Mathématiques appliquées (2010). Sa thèse de doctorat, intitulée Rational Krylov Methods for Operator Functions, a été dirigée par Michael Eiermann. Il a travaillé comme chercheur postdoctoral à l'université de Genève (2010-2011) et à l'université d'Oxford (2011-2012). En 2012, il a été nommé maître de conférences en mathématiques à l'université de Manchester, puis promu maître de conférences et lecteur. En 2021, il est promu professeur de mathématiques appliquées.

## Travaux
Güttel est surtout connu pour ses travaux sur les algorithmes numériques pour les problèmes à grande échelle posés par les équations différentielles et en science des données, en particulier les méthodes du sous-espace de Krylov. Il a travaillé avec des sociétés telles que Intel, Schlumberger et Arup.

## Prix et distinctions
Depuis 2018, Güttel est membre de l'Institut Alan Turing (en), l'institut national du Royaume-Uni pour la science des données et l'intelligence artificielle. En 2018, il a reçu un prix d'excellence en enseignement de l'Université de Manchester. En 2021, il a reçu le prix James-Wilkinson d'analyse numérique et de calcul scientifique de la Society for Industrial and Applied Mathematics (SIAM) pour « ses contributions à l'analyse, à la mise en œuvre et à l'application des méthodes rationnelles et par blocs de Krylov » (laudatio), qui sont devenues populaires pour la solution numérique efficace de grands problèmes de valeurs propres, d'équations matricielles et de réduction d'ordre de modèle.
Güttel a été secrétaire et trésorier élu de la section Royaume-Uni et République d'Irlande du SIAM (2016-2018) et est membre du comité des membres du SIAM (depuis 2020). Il a siégé aux comités de rédaction du SIAM Journal on Scientific Computing (2015-2021) et des Electronic Transactions on Numerical Analysis (depuis 2020).

## Publications (sélection)
- avec M. Afanasjew, M. Eiermann, O. G. Ernst: Implementation of a restarted Krylov subspace method for the evaluation of matrix functions, Linear Algebra and its Applications, vol 429, 2008, p. 2293–2314
- avec P. Gonnet, L. N. Trefethen: Robust Padé approximation via SVD, SIAM Review, vol 55, 2013, p. 101–117
- Rational Krylov approximation of matrix functions: Numerical methods and optimal pole selection, GAMM Mitteilungen, vol 36, 2013, p. 8–31
- avec M. J. Gander: PARAEXP: A parallel integrator for linear initial-value problems, SIAM Journal on Scientific Computing, vol 35, 2013, p. C123–C142
- avec R. Van Beeumen, K. Meerbergen, W. Michels: NLEIGS: A class of robust fully rational Krylov methods for nonlinear eigenvalue problems, SIAM Journal on Scientific Computing, vol 36, 2014, p. A2842–A2864
- avec F. Tisseur: The nonlinear eigenvalue problem, Acta Numerica, vol 26, 2017, p. 1–94.